# Rhipidia ctenophora
Rhipidia ctenophora är en tvåvingeart som beskrevs av Friedrich Hermann Loew 1871. Rhipidia ctenophora ingår i släktet Rhipidia och familjen småharkrankar. Arten har ej påträffats i Sverige. Inga underarter finns listade i Catalogue of Life.